# Kościół św. Trójcy w Lipawie
Kościół św. Trójcy w Lipawie (łot. Liepājas Svētās Trīsvienības katedrāle) – katedralna świątynia ewangelicko-augsburska znajdująca się w Lipawie zbudowana w połowie XVIII wieku położona na rogu ulic Kościelnej i Wielkiej. 

## Historia
Projekt kościoła przygotował Johann Christoph Dorn z Królewca, a sam budynek powstał w latach 1742–1758. Do budowy wykorzystano piaskowiec z Gotlandii (pilastry, okapy, podokienniki, portale). Kościół został konsekrowany w 1758 roku. Nad barokowym portalem z drugiej połowy XVIII wieku umieszczono herb Lipawy, a po bokach umieszczono rzeźby z piaskowca - alegorie Wiary i Miłości. Zbudowane w 1885 organy były do 1912 roku uznawane za największe na świecie. Ich budowniczym był znany w XVIII wieku Heinrich Andreas Koncius. Atrakcją kościoła są również znajdujące się w jego wnętrzu drewniane rzeźby. W 1939 roku kościół, który dotychczas był użytkowany przez Niemców bałtyckich został przejęty przez Łotyszy. Kościół ma status pomnika kultury o znaczeniu narodowym.

## Renowacja
W latach 2018–20 został przeprowadzony remont kościoła dzięki funduszom z Europejskiego Funduszu Rozwoju Regionalnego. Przewidywany koszt ma wynieść 1176 mln euro. EFRR pokryje 85% kosztów. Pozostałe 15% zostanie pokryte z datków na remont kościoła. Zaplanowano remont fasady, wymianę okien oraz restaurację wnętrz. W 2019 roku ukończono renowację  55-metrowej wieży, podczas której nie tylko usunięto uszkodzenia, ale również przywrócono platformę widokową.